# Ян Антонін Батя

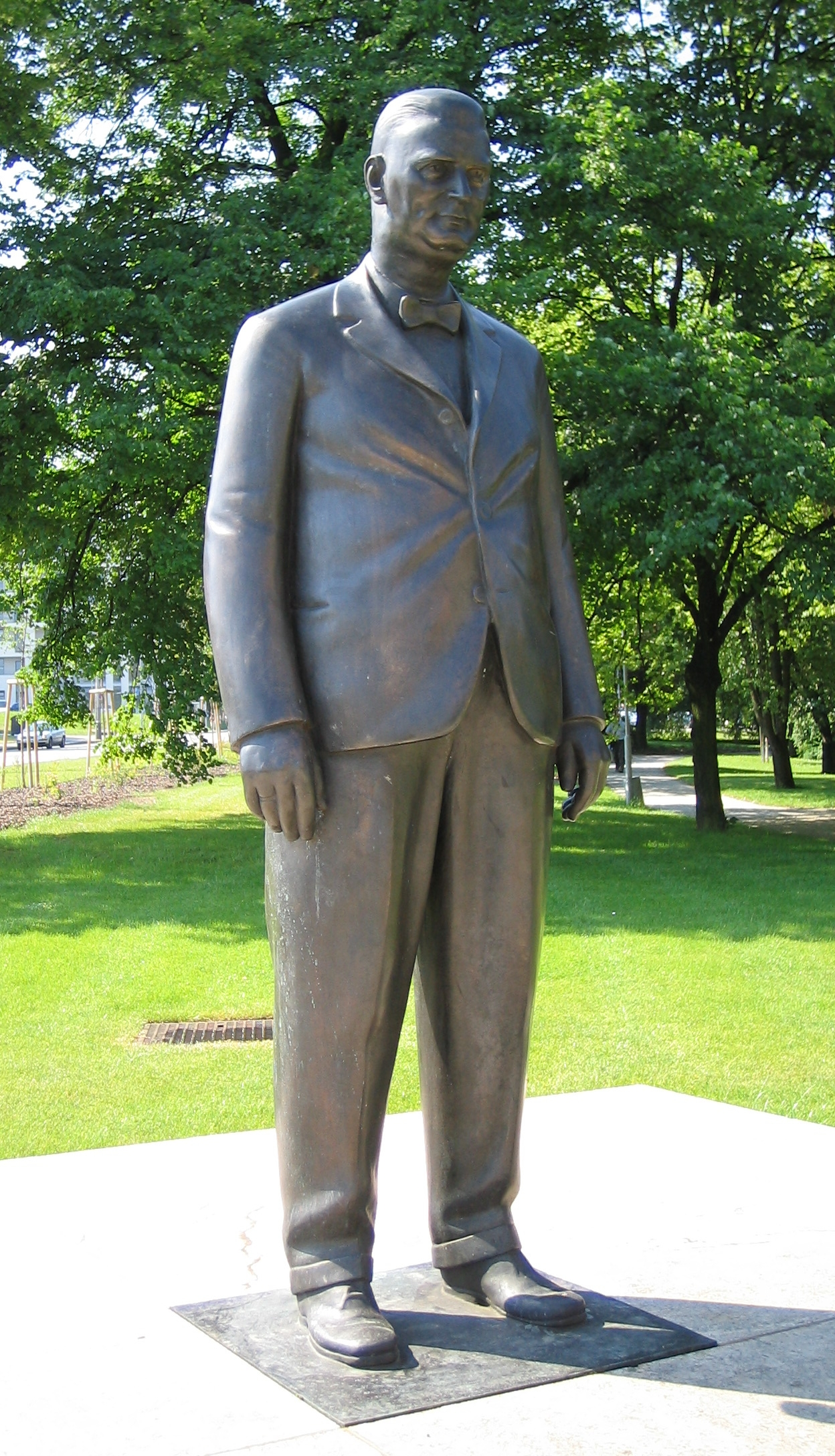
Пам'ятник Яну Антоніну Баті перед хмарочосом Баті в Зліні

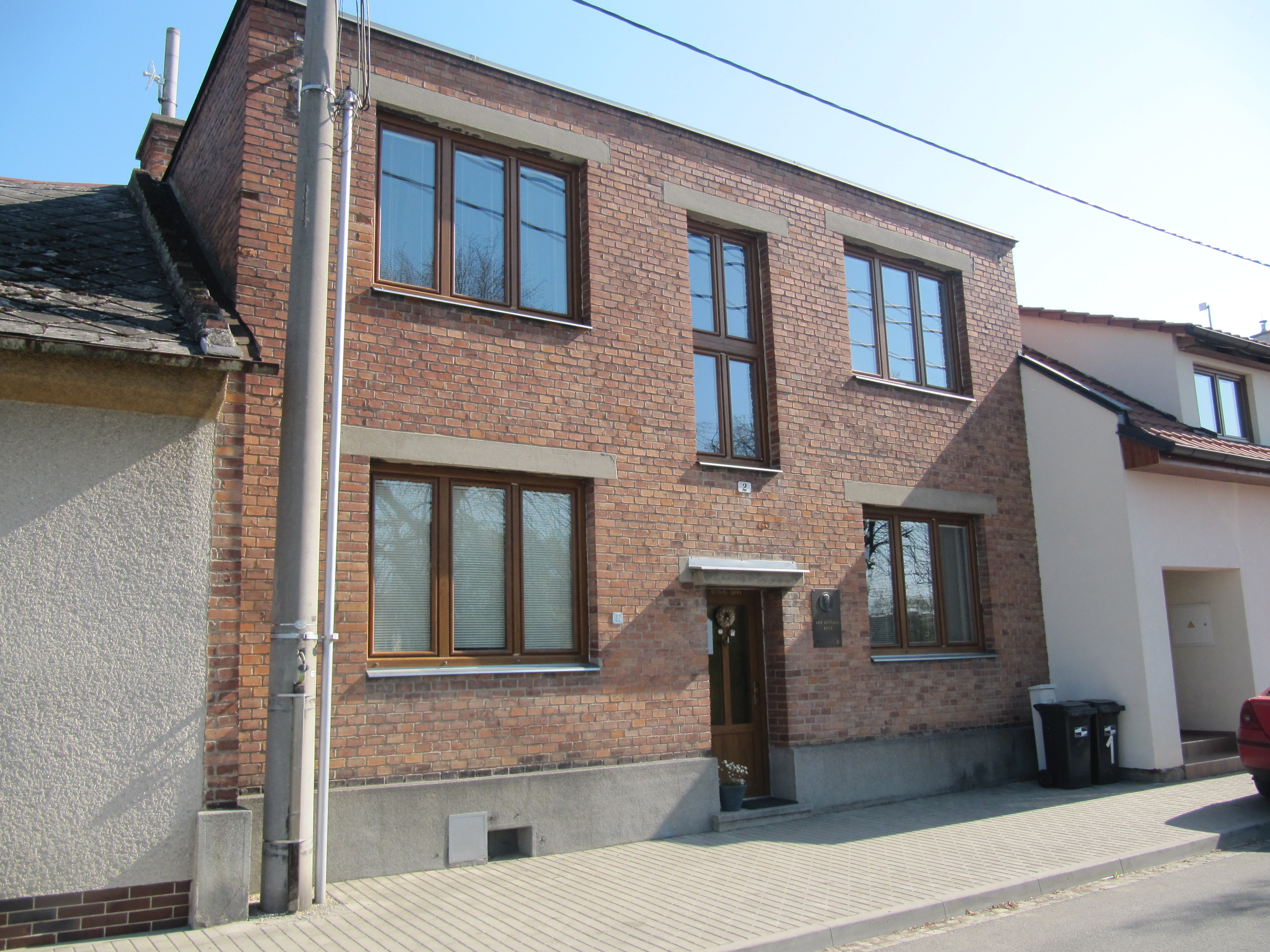
Місце народження Яна Антоніна Баті в Угерському Градішті-Рибарному

Ян Антонін Батя (11 березня 1898 , Угерске Градіште  — 23 серпня 1965 , Бататуба, Сан-Паулу ) — чеський виробник взуття з Угерського Градішта у Східній Моравії, зведений брат Томаша Баті.
Після смерті Томаша в 1932 році Ян Антонін Батя прийшов до управління компанією Bata, яка в 1931 році стала акціонерним товариством — Bata as, що базується в Зліні, колишня Чехословаччина.
Разом з іншими міжнародними експертами він брав участь у Першому міжнародному конгресі менеджменту (PIMCO) у липні 1924 у Празі, організованому Масариковою академією праці.
Під керівництвом Яна Баті плани розвитку компанії реалізовувалися шляхом виробництва взуттєвого обладнання, шин, текстилю, хімії, розвитку гірничодобувної промисловості, будівництва каналів, залізниць, авіаційної та кінопромисловості, універмагів.
Коли Ян Батя став власником, в організації Bata працювало 16 560 осіб, 1645 магазини та 25 підприємств, більшість із них у Чехії — 15 770 працівників, 1500 магазинів, 25 підприємств, а в Словаччині — 2 підприємства, 250 працівників. За кордоном у компанії Баті працювало 790 співробітників, 132 магазинів та 20 підприємств.
За час його керівництва в чеській частині підприємства компанія збільшилася більш ніж вдвічі до 38 000 співробітників, 2200 магазинів і 70 підприємств. У Словаччині потенціал збільшився з 250 співробітників до 12 340 і 8 підприємств.
Перед Другою світовою війною Батя та його родина втекли від нацистів до США й остаточно оселилися в Бразилії, де Ян Бата заснував ряд міст, у тому числі Анауріландія, Батайпора, Батаґуасу, Бататуба і Маріаполіс — поселення, у яких тепер проживає більше 100 тис. населення.
До своєї смерті Бата розширив компанію у понад шість разів.